# Мальчишник наоборот
«Мальчишник наоборот» (англ. Live Nude Girls) — американская комедия 1995 года режиссёра Джулианны Лавин.

## Сюжет
Старые подруги, знакомые ещё с детства, собираются на девичник в доме Джорджины, обсудить предстоящую свадьбу Джэми. Впрочем, кроме свадьбы, им есть обсудить много чего другого. Проблемы личной жизни, фантазии, отношения с мужчинами, очередная свадьба подруги, — всё это требует длительного общения. В это время любовница Джорджины, Крис, изнывает в спальне, мечтая, чтобы та скорее освободилась и пришла к ней. Но вечеринка не собирается заканчиваться, и Крис вынуждена спуститься вниз и принять в ней участие.

## Актёрский состав
| В ролях          |  | Персонаж  |
| ---------------- |  | --------- |
| Дана Дилейни     |  | Джил      |
| Ким Кэттролл     |  | Джэми     |
| Синтия Стивенсон |  | Марси     |
| Лайла Робинс     |  | Рейчел    |
| Лора Зейн        |  | Джорджина |
| Оливия д'Або     |  | Крис      |
| Гленн Куин       |  | Рэнди     |
| Том Коэйт        |  | Джером    |